# 邱思婷
邱思婷（Sisi Qiu，1986年1月18日—），芭蕾舞蹈艺术家、艺术制作人，演员。

## 生平
出生于武汉，幼时在广州开始学习舞蹈，后被上海舞蹈学校破格录取为芭蕾舞系专业三年级学生，2000年获得德国曼海姆国立音乐表演艺术学院舞蹈系全额奖学金赴德国深造，2002年获得舞蹈硕士学位并被享誉世界的慕尼黑巴伐利亚州歌剧院芭蕾舞团聘为签约演员，随剧院参加了上百场的世界巡演。2008年赴法国巴黎MOD'ART INTERNATIONAL兼修时尚艺术奢侈品管理MBA学位。2009年在北京创立斯水微澜艺术工作事从事创作、策划制作、表演等相关艺术活动。

## 代表作品
- 2011年翻译出版世界著名指挥大师祖宾·梅塔首部个人传记《我生命的乐章》；
- 2011年国家大剧院与青年钢琴家孙颖迪合作主演《指尖上的芭蕾》情人节芭蕾音乐会；
- 2011年以最年轻的艺术家荣登《中华儿女》杂志封面人物；
- 2010年制作主演芭蕾专场《足尖上的肖邦》（CHOPIN EN POINTE）；
- 2010年北京对话空间美术馆举办“刘俐蕴 刘立宇 邱思婷“女性艺术家《三重奏》”艺术展；
- 2009年制作主演芭蕾专场《中国情人》（CHINESE L'AMANT）；
- 2008年主演电影《爱我就给我跳支舞》；
- 2007年主演法语短片《RETOUR》；

## 创作作品
芭蕾片段《CAFE1930》、《特里斯坦和伊索尔德》、《梁山伯与祝英台》、《乱世佳人》、《蓝色狂想曲》、《爱的忧伤》、改编文学作品《一半是火焰一半是海水》等。

## 公益活动
导演高希希和芭蕾舞演员邱思婷、演员于和伟等在京出席“国宝中的国宝——千手观音像抢救性维修工程暨千手基金启动仪式”。三人分别认捐了千手观音像的一只手，每人捐款10万元，用以修缮佛手。